# Ciorna, Starokosteantîniv
Ciorna (în ucraineană Чорна) este localitatea de reședință a comunei Ciorna din raionul Starokosteantîniv, regiunea Hmelnîțkîi, Ucraina.

## Demografie
Componența lingvistică a localității Ciorna
     Ucraineană (97,54%)
     Rusă (2,46%)
Conform recensământului din 2001, majoritatea populației localității Ciorna era vorbitoare de ucraineană (97,54%), existând în minoritate și vorbitori de rusă (2,46%).